# Gluta aptera
Gluta aptera là một loài thực vật có hoa trong họ Đào lộn hột. Loài này được King mô tả khoa học đầu tiên năm 1896 dưới danh pháp Melanorrhoea aptera. Năm 1978 Ding Hou chuyển nó sang chi Gluta.